# Hauptgefreiter

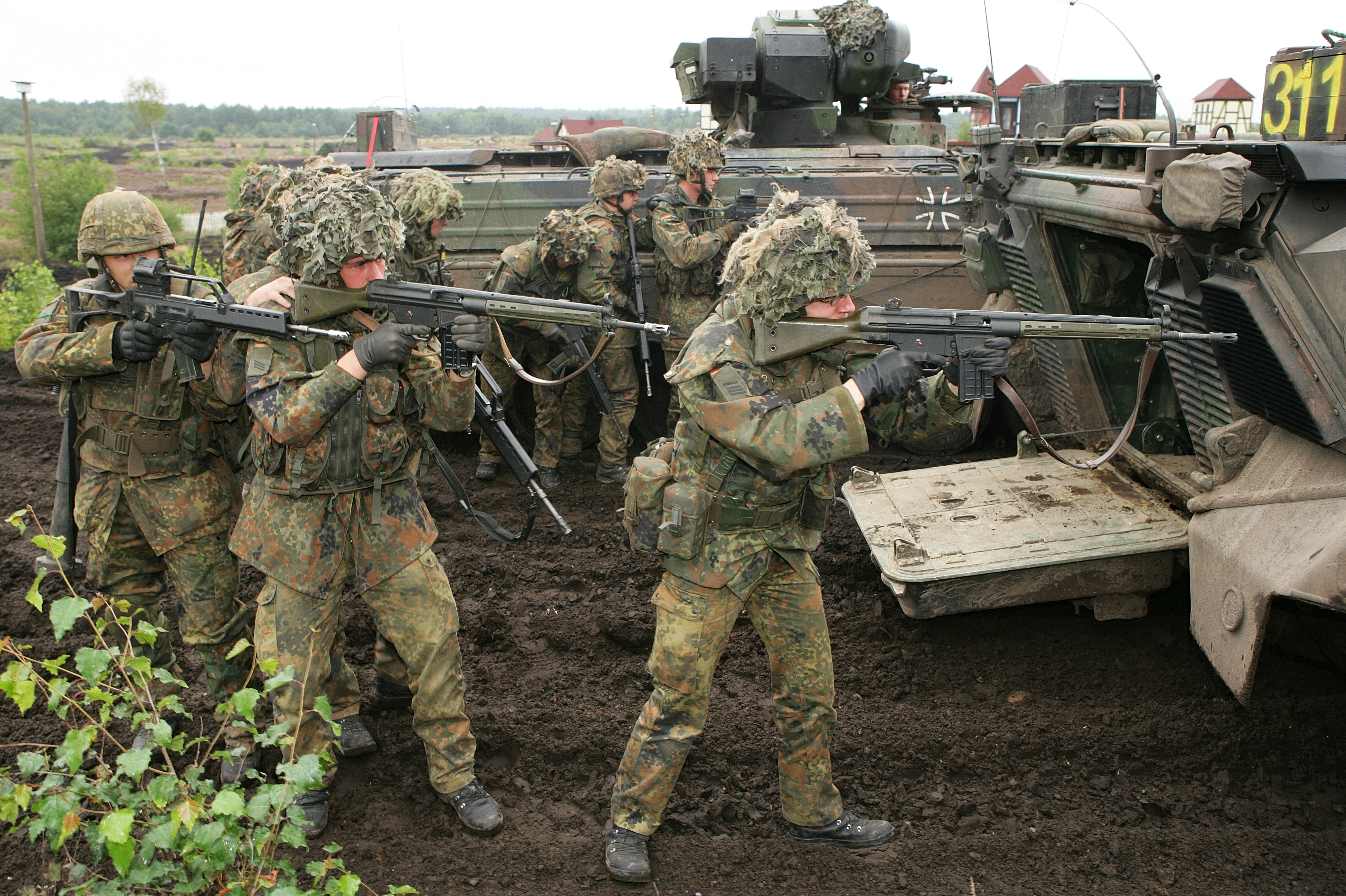
Vorne von links nach rechts: Ein Hauptgefreiter mit G36, sowie ein Hauptgefreiter und Stabsgefreiter (beide mit G3) der deutschen Panzergrenadiertruppe

Hauptgefreiter ist ein militärischer Dienstgrad der Bundeswehr und war dies bereits in der Luftwaffe und Kriegsmarine der Wehrmacht. In der Reichswehr (Reichsheer, Reichsmarine) sowie in den Streitkräften der Nationalen Volksarmee der DDR existierte dieser Rang nicht; dort entsprach ihm jeweils annähernd der Dienstgrad Stabsgefreiter.

## Bundeswehr
Der Dienstgrad Hauptgefreiter wird durch den Bundespräsidenten mit der Anordnung des Bundespräsidenten über die Dienstgradbezeichnungen und die Uniform der Soldaten auf Grundlage des Soldatengesetzes festgesetzt.

### Befehlsbefugnis und Dienststellungen
In der Bundeswehr ist der Hauptgefreite ein Soldat in einem Dienstgrad der Laufbahngruppe der Mannschaften, Aufgrund der Zugehörigkeit zur Dienstgradgruppe der Mannschaften können Hauptgefreite auf Grundlage des § 4 („Vorgesetztenverhältnis auf Grund des Dienstgrades“) der Vorgesetztenverordnung niemandem allein auf Grund ihres Dienstgrades Befehle erteilen. Wie alle Mannschaftsdienstgrade können sich Hauptgefreite auch in Notlagen nicht selbst zu Vorgesetzten gemäß § 6 („Vorgesetztenverhältnis auf Grund eigener Erklärung“) der Vorgesetztenverordnung erklären.
Hauptgefreite werden beispielsweise als Kraftfahrer, als Infanterist, als Streifenführer im Wachdienst oder als Bediener von Waffensystemen (z. B. als Richtschütze gepanzerter Fahrzeuge), als Mechaniker, oder als Gehilfe in Stäben eingesetzt. Erfahrene Hauptgefreite sind manchmal Hilfsausbilder oder (dann aber meist nur übergangsweise nach § 5 („Vorgesetztenverhältnis auf Grund besonderer Anordnung“) der Vorgesetztenverordnung) Gruppen- und Truppführer. Aufgrund dieser und ähnlicher Dienststellungen und Aufgabenbereiche können Hauptgefreite in den in der Vorgesetztenverordnung aufgezählten Fällen und in den dort genannten Grenzen allen dienstlich oder fachlich unterstellten Soldaten Befehle erteilen.

### Ernennung
Maßgebliche gesetzliche Grundlagen für die Ernennung zum Hauptgefreiten trifft die Soldatenlaufbahnverordnung (SLV) und ergänzend die Zentrale Dienstvorschrift (ZDv) 20/7. Zum Hauptgefreiten können Soldaten auf Zeit, Freiwillig Wehrdienst Leistende sowie beorderte Reservistendienst Leistende der Laufbahnen der Mannschaften ernannt werden. Soldaten können zwölf Monate nach Eintritt in ein Dienstverhältnis der Bundeswehr zum Hauptgefreiten ernannt werden. Ferner werden in der Regel nur Soldaten zum Hauptgefreiten ernannt, die zuvor im Dienstgrad Obergefreiter gedient haben.

### Besoldung
Ein Soldat auf Zeit im Dienstgrad Hauptgefreiter erhält eine Besoldung nach Besoldungsgruppe A 4 der Bundesbesoldungsordnung A und eine Amtszulage. Ein Freiwillig Wehrdienst Leistender erhält stattdessen Wehrsold nach dem Wehrsoldgesetz (WSG), ein Reservistendienst Leistender Leistungen nach dem Unterhaltssicherungsgesetz (USG).

### Dienstgradabzeichen
Das Dienstgradabzeichen für Hauptgefreite zeigt drei Schrägstreifen auf beiden Schulterklappen bzw. für Marineuniformträger in der Regel auf den Oberärmeln. Bei allen drei Teilstreitkräften führten die damals nur bis zum Hauptgefreiten reichenden Mannschaftsdienstgrade die Rangabzeichen usw. ursprünglich auf den Oberärmeln. Im Frühjahr 1974 rückten diese beim Dienst- und Ausgehanzug von Heer und Luftwaffe auf die Schulterklappen.
Die Schrägbalken werden im Soldatenjargon als „Pommes“ oder „Fritte“ bezeichnet; die entsprechenden Gefreitendienstgrade als „Ein-/Zwei-/Drei-“ usw. „Pommes-“  bzw. „Fritten-Generale“.

### Geschichte
Bis zur Änderung der Soldatenlaufbahnverordnung konnte man unter bestimmten Voraussetzungen als Soldat auf Zeit im Dienstgrad Hauptgefreiter eingestellt werden. Voraussetzung war in der Regel eine abgeschlossene Berufsausbildung mit Nutzen in der geplanten Verwendung.

### Äquivalente, nach- und übergeordnete Dienstgrade
Den Dienstgrad Hauptgefreiter führen sowohl Heeres-, Luftwaffen- als auch Marineuniformträger. In den Streitkräften der NATO ist der Hauptgefreite zu allen Dienstgraden mit dem NATO-Rangcode OR-3 äquivalent. Gemäß NATO-Rangcode ist der Dienstgrad der Bundeswehr also beispielsweise mit dem Lance Corporal der Streitkräfte der Vereinigten Staaten vergleichbar.
In der Laufbahngruppe der Mannschaften ist der Hauptgefreite gemäß ZDv 20/7 über dem rangniedrigeren Obergefreiten und unter dem ranghöheren Stabsgefreiten eingeordnet.
| Mannschaftsdienstgrad |                |                    |
| Niedrigerer Dienstgrad |                | Höherer Dienstgrad |
| Obergefreiter | Hauptgefreiter | Stabsgefreiter     |
| Dienstgradgruppe: Mannschaften – Unteroffiziere o.P. – Unteroffiziere m.P. – Leutnante – Hauptleute – Stabsoffiziere – Generale |                |                    |

## Frühere Streitkräfte

### Wehrmacht
Im deutschen Militär kam der Mannschaftsdienstgrad Hauptgefreiter erstmals 1935 auf, mit der Enttarnung der Luftwaffe der deutschen Wehrmacht, am 1. März des Jahres. Das Rangabzeichen am linken Oberärmel bestand aus drei Tressenwinkeln und folgte dem Muster des Heeres. Zusätzlich wurden vier aluminiumfarbene Schwingen auf dem Kragenspiegel geführt (die beiden Kragenpatten in Waffenfarbe der Luftwaffe). Die Kragenspiegel teilte sich der Hauptgefreite seit Februar 1944 mit dem in der Luftwaffe neu eingeführten Dienstgrad Stabsgefreiter. Mit Verfügung vom 12. Mai 1944 wurden die bisherigen Hauptgefreiten in Stabsgefreite umbenannt, der Dienstgrad Hauptgefreiter entfiel somit.  Im Unterschied zu anderen Luftwaffe-Rängen hatte der Dienstgrad Hauptgefreiter nicht bereits in der Fliegerschaft des Deutschen Luftsportverbands (DLV) existiert. Das Kragenabzeichen hatte indes auch der DLV-Dienstgrad 2. Flugzeugführer bzw. Flieger-Obergefreiter geführt.
Seit dem 1. April 1938 bis Kriegsende 1945 war Hauptgefreiter auch ein Mannschaftsdienstgrad der Kriegsmarine. Er entstand aus der Umbenennung des Anfang 1935 eingeführten Dienstgrades Oberstabsmatrose. Die Laufbahnbezeichnung wurde dem Dienstgrad jeweils voran gesetzt (bspw. Funkhauptgefreiter, Matrosenhauptgefreiter, Signalhauptgefreiter usw.). Der Hauptgefreite übernahm das Rangabzeichen des Oberstabsmatrosen: Drei auf dem linken Oberärmel getragene, mit der Spitze nach unten weisende Winkel aus goldfarbener Tresse oder gelben Tuch; auf dem weißen Hemd und auf der braunen Tropenfeldbluse bestanden die Winkel aus kornblumenblauem Tuch. Die gelben Rangabzeichen waren auf einer dunkelblauen Unterlage aufgenäht, die blauen auf einer weißen Unterlage bzw. auf einer aus braunem Tropenstoff. Das Laufbahnabzeichen wurde oberhalb des Rangabzeichens geführt. Der Hauptgefreite der Kriegsmarine rangierte anfangs zwischen dem Obergefreiten alter Art (mit mehr als sechs Jahren Gesamtdienstzeit) und dem Obergefreiten neuer Art, was der Konfusion Tür und Tor öffnete. Der Missstand wurde erst Mitte 1940 abgestellt, als man den Obergefreiten alter Art in Stabsgefreiter neuer Art umbenannte (der Stabsgefreite alter Art wurde gleichzeitig zum Oberstabsgefreiten).
Im Heer wurde der Dienstgrad nicht eingeführt.
| Dienstgrad                        |                     |                               |                               |
| niedriger: Obergefreiter (H/M/Lw) | Hauptgefreiter (M)  | höher Stabsgefreiter (H/M/Lw) | höher Stabsgefreiter (H/M/Lw) |
| niedriger: Obergefreiter (H/M/Lw) | Hauptgefreiter (Lw) | höher Stabsgefreiter (H/M/Lw) | höher Stabsgefreiter (H/M/Lw) |